# Pedra Preta (Mato Grosso)
Pedra Preta – miasto i gmina w Brazylii, w stanie Mato Grosso.